# Władca Pierścieni: Pierścienie Władzy
Władca Pierścieni: Pierścienie Władzy (ang. The Lord of the Rings: The Rings of Power) – serial fantasy produkowany przez Amazon Studios na podstawie prozy J.R.R. Tolkiena. Jego akcja rozgrywa się w Śródziemiu, podczas Drugiej Ery.
Premiera serialu miała miejsce 2 września 2022.

## Fabuła
Akcja serialu toczy się w Drugiej Erze Śródziemia, na tysiące lat przed wydarzeniami z Hobbita i Władcy Pierścieni.
Fabuła serialu koncentruje się wokół stworzenia Pierścieni Władzy, próby zdobycia przez Saurona władzy nad Śródziemiem, upadku Numenoru oraz wojny Ostatniego Sojuszu. W oryginalnej chronologii, wydarzenia te dzieli blisko dwa tysiące lat, lecz scenariusz serialu łączy je ze sobą.

## Obsada

### Elfowie
- Robert Aramayo[1] jako Elrond[6]
- Morfydd Clark[1] jako Galadriela[7]
- Ismael Cruz Córdova[1] jako Arondir[6]
- Charles Edwards jako Celebrimbor[6]
- Benjamin Walker jako Gil-galad[8]
- Will Fletcher jako Finrod
- Ben Daniels jako Cirdan (od 2. sezonu)[9]
- Selina Lo jako Rían (od 2. sezonu)[10]
- Calam Lynch jako Camnir (od 2. sezonu)[11]

### Ludzie
- Nazanin Boniadi[1] jako uzdrowicielka Bronwyn[6]
- Tyroe Muhafidin jako Theo, syn Bronwyn[12]
- Charlie Vickers[1] jako Halbrand[6]
- Cynthia Addai-Robinson jako Tar-Miriel[13]
- Trystan Gravelle jako Ar-Pharazôn[13]
- Leon Wadham jako Kemen, syn Ar-Pharazôna[13]
- Lloyd Owen jako Elendil[13]
- Maxim Baldry[7] jako Isildur[6]
- Ema Horvath jako Eärien, córka Elendila[13]
- Geoff Morrell jako Waldreg
- Ian Blackburn jako Rowan

### Krasnoludowie
- Owain Arthur[1] jako Durin IV[6]
- Sophia Nomvete[1] jako Disa, księżniczka krasnoludów[6]
- Peter Mullan jako Durin III, król krasnoludów
- Kevin Eldon jako Narvi (od 2. sezonu)[14]

### Harfootowie
- Markella Kavenagh[1] jako Elanor “Nori” Brandyfoot[8]
- Megan Richards[6] jako Poppy Proudfellow[15]
- Lenny Henry[6] jako Sadoc Burrows[16]
- Dylan Smith jako Largo Brandyfoot[12]
- Sara Zwangobani jako Marigold Brandyfoot[12]
- Beau Cassidy jako Dilly Bandyfoot
- Thusitha Jayasundera jako Malva Meadowgrass
- Maxine Cunliffe jako Vilma

### Pozostałe postacie
- Joseph Mawle[1][7] jako Adar
- Sam Hazeldine jako Adar (od 2. sezonu)[17]
- Daniel Weyman[1] jako Nieznajomy[18]
- Rory Kinnear jako Tom Bombadil (od 2. sezonu)[19]
- Benjamin Walker jako Damrod (od 2. sezonu)[20]

## Produkcja
W listopadzie 2017 roku Amazon podpisał umowę z Tolkien Estate, na mocy której ma w ciągu pięciu lat nakręcić serial osadzony w Drugiej Erze, uwzględniając informacje o tym okresie zawarte we Władcy Pierścieni, lecz nie Silmarillionie. Same prawa kosztowały firmę blisko 250 milionów dolarów, a koszty jednego sezonu serialu są szacowane na 100-150 mln USD.
Drugi sezon został oficjalnie zamówiony w listopadzie 2019 roku. Obsada została oficjalnie potwierdzona w styczniu 2020, a zdjęcia w Nowej Zelandii rozpoczęto w następnym miesiącu. W marcu zostały przerwane, po czym podjęto je ponownie we wrześniu 2020. Koniec zdjęć ogłoszono 2 sierpnia 2021, razem z datą premiery i pierwszym fotosem z serialu.
19 stycznia 2022 ogłoszono, że serial będzie nosić tytuł The Lord of the Rings: The Rings of Power.
3 października 2022 w Wielkiej Brytanii w Bray Studios ruszyły zdjęcia do drugiego sezonu. Produkcję serialu odwiedził książę Walii Wilhelm, wraz z księżną Kate i dziećmi. Poza Wielką Brytanią zdjęcia kręcono również na Wyspach Kanaryjskich. Zdjęcia zakończono na początku czerwca 2023 roku.
W lutym 2024 oficjalnie zamówiono trzeci sezon.

## Promocja
Pierwszy zwiastun produkcji został zaprezentowany 14 lutego 2022. Drugi pojawił się 6 lipca, a trzeci osiem dni później. 22 lipca, na San Diego Comic-Conie, zaprezentowano pełny trailer. Ostatni zwiastun pojawił się zaś 23 sierpnia. 
14 maja 2024 roku opublikowano pierwszy teaser trailer drugiego sezonu, wraz z pierwszym plakatem, tym samym zapowiadając premierę na 29 sierpnia 2024.

## Odcinki
| Sezon | Nr odcinka | Tytuł oryginalny            | Tytuł polski                         | Premiera             | Reżyseria                  | Scenariusz                                |
| ----- | ---------- | --------------------------- | ------------------------------------ | -------------------- | -------------------------- | ----------------------------------------- |
| 1     | 1          | Shadow of the Past          | Cień przeszłości                     | 2 września 2022      | Juan Antonio Bayona        | J. D. Payne, Patrick Mckay                |
| 1     | 2          | Adrift                      | Na łasce morza                       | 2 września 2022      | Juan Antonio Bayona        | Gennifer Hutchison                        |
| 1     | 3          | Adar                        | Adar                                 | 9 września 2022      | Wayne Che Yip              | Jason Cahill                              |
| 1     | 4          | The Great Wave              | Wielka Woda                          | 16 września 2022     | Wayne Che Yip              | J.D. Payne, Patrick McKay                 |
| 1     | 5          | Partings                    | Rozstania                            | 23 września 2022     | Wayne Che Yip              | Justin Doble                              |
| 1     | 6          | Udûn                        | Udûn                                 | 30 września 2022     | Charlotte Brändström       | Helen Shang                               |
| 1     | 7          | The Eye                     | Oko                                  | 7 października 2022  | Charlotte Brändström       | Jason Cahill                              |
| 1     | 8          | Alloyed                     | Złączeni                             | 14 października 2022 | Wayne Che Yip              | Gennifer Hutchison                        |
| 2     | 1          | Elven Kings Under the Sky   | Dla królów elfów pod otwartym niebem | 29 sierpnia 2024     | Charlotte Brändström       | Gennifer Hutchison                        |
| 2     | 2          | Where the Stars are Strange | Gdzie gwiazdy są osobliwe            | 29 sierpnia 2024     | Charlotte Brändström       | Jason Cahill                              |
| 2     | 3          | The Eagle and the Sceptre   | Orzeł i berło                        | 29 sierpnia 2024     | Charlotte Brändström       | Helen Shang                               |
| 2     | 4          | Eldest                      | Najstarszy                           | 5 września 2024      | Sanaa Hamri                | Glenise Mullins                           |
| 2     | 5          | Halls of Stone              | Kamienne pałace                      | 12 września 2024     | Louise Hooper, Sanaa Hamri | Nicholas Adams                            |
| 2     | 6          | Where Is He?                | Gdzie on jest?                       | 19 września 2024     | Sanaa Hamri                | Justin Doble                              |
| 2     | 7          | Doomed to Die               | Śmierci podlegli                     | 26 września 2024     | Charlotte Brändström       | J. D. Payne, Patrick Mckay i Justin Doble |
| 2     | 8          | Shadow and Flame            |                                      | 3 października 2024  | Charlotte Brändström       | J. D. Payne, Patrick Mckay                |

## Odbiór

### Reakcja krytyków
Serial spotkał się z pozytywną reakcją większości krytyków. W serwisie Rotten Tomatoes jego ogólny wynik wyniósł 83%, przy 475 recenzjach. W Metacriticu średnia ważona ocen z 40 recenzji wyniosła 71 na 100. Reakcja większości użytkowników obu serwisów była jednak negatywna.

### Oglądalność
Prime Video poinformowało, że w dniu premiery pierwsze dwa odcinki obejrzało 25 milionów osób. W kwietniu 2023 roku The Hollywood Reporter poinformowało, że pierwszy sezon w całości obejrzało jedynie 37% widzów w USA i 45% widzów spoza kraju.

### Nagrody
Serial wygrał dwie nagrody Gildii Reżyserów Artystycznych oraz trzy Visual Effects Society Awards.